# Selborne
Selborne is een civil parish in het bestuurlijke gebied East Hampshire, in het Engelse graafschap Hampshire.

## Geboren
- Gilbert White (1720-1793), predikant en natuurvorser

## Galerij

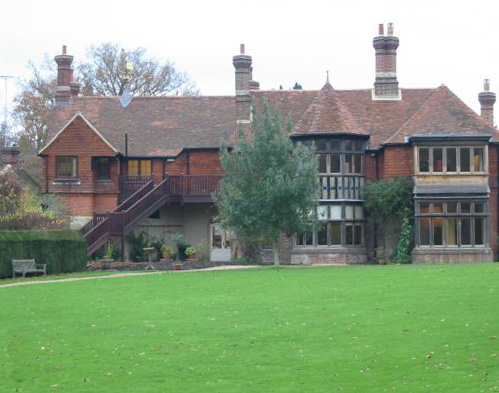
Huis van Gilbert White